# رومیانچو گورانوف
رومیانچو گورانوف (انگلیسی: Rumyancho Goranov؛ زادهٔ ۱۷ مارس ۱۹۵۰) بازیکن فوتبال اهل بلغارستان بود.
از باشگاه‌هایی که در آن بازی کرده‌است می‌توان به باشگاه فوتبال لوکوموتیو صوفیه، باشگاه فوتبال المپیاکوس نیکوزیا، باشگاه فوتبال آپوئل، باشگاه فوتبال آریس لیماسول، باشگاه فوتبال موستا، و باشگاه فوتبال لفسکی صوفیه اشاره کرد.
وی همچنین در تیم ملی فوتبال بلغارستان بازی کرده‌است.